# Mona Simpson

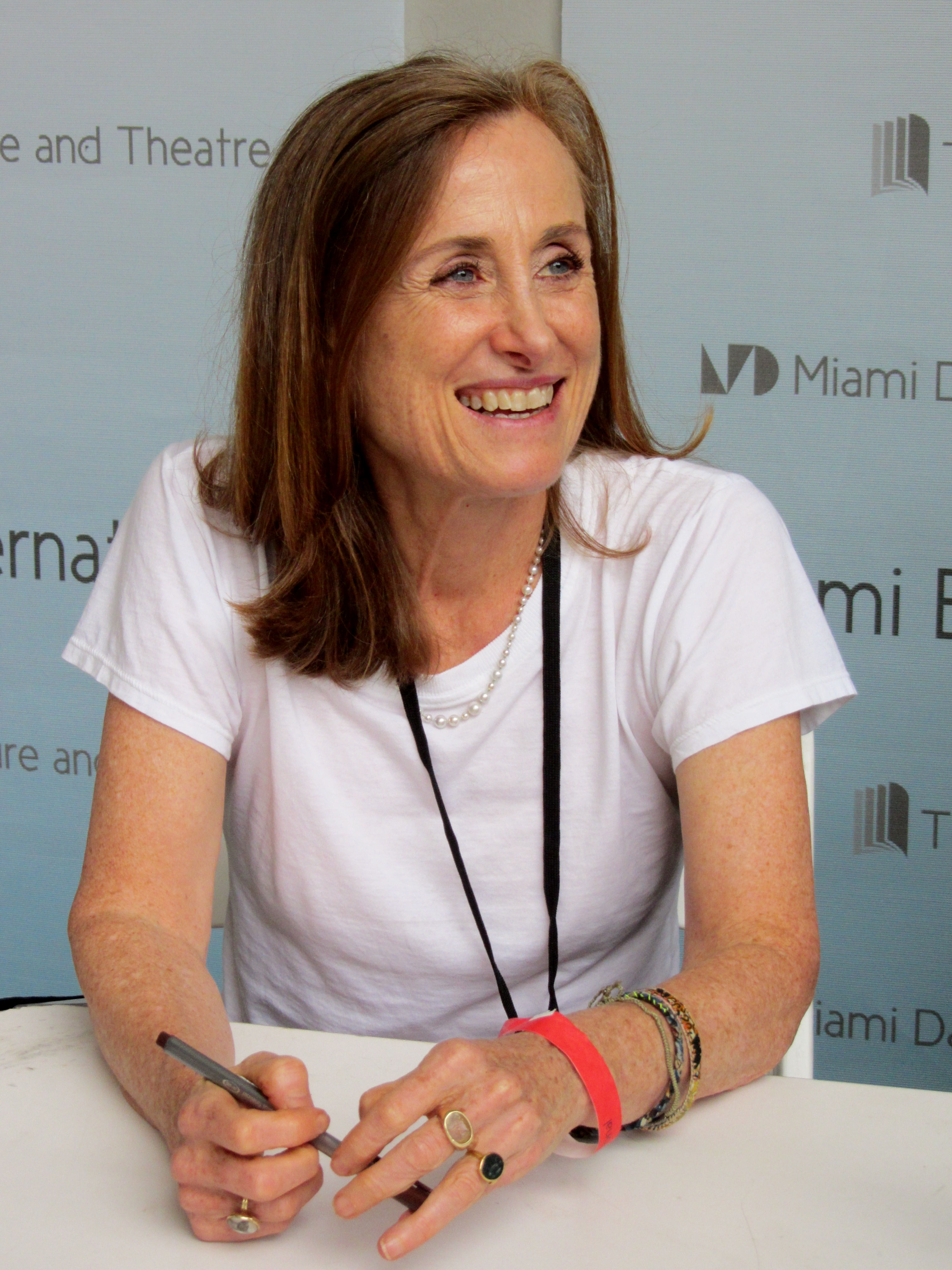
Mona Simpson, 2014

Mona Simpson, geb. Jandali, (* 14. Juni 1957 in Green Bay, Wisconsin) ist eine US-amerikanische Romanautorin und Essayistin.

## Leben
Mona Simpson ist die Tochter der Amerikanerin Joanne Carole Simpson (geb. Schieble) und des syrischen Politikwissenschaftlers Abdulfattah Jandali. Sie ist zudem die jüngere leibliche Schwester von Steve Jobs, dem Mitbegründer der Firma Apple Computer, und die Tante von Lisa Brennan-Jobs. Jobs wurde als Kind zur Adoption freigegeben, da seine Eltern bei seiner Geburt noch nicht verheiratet waren und für den Unterhalt des Neugeborenen nicht aufkommen konnten. Die beiden Geschwister trafen sich das erste Mal, als sie längst erwachsen waren.
An der UC Berkeley studierte sie unter anderem bei Thom Gunn und Seamus Heaney. Nachdem sie ihren Bachelor of Arts im Fachbereich Englisch im Jahre 1979 von der University of California verliehen bekommen hatte, besuchte sie die Columbia University. Sie arbeitete in dieser Zeit für die Zeitschriften The Paris Review und Cosmopolitan.
Ihren ersten Roman, der unter dem Titel Anywhere But Here veröffentlicht wurde, begann sie bereits als Studentin an der Columbia University. Dieser erzählt die Geschichte einer eher problematischen Beziehung zwischen einer Mutter und ihrer Tochter und wurde zu einem gefeierten Bestseller, als er im Jahre 1986 im Verlag Knopf erschien. Im Jahr 1999 erschien die gleichnamige Verfilmung von Wayne Wang.
Dem Romanerstling folgten The Lost Father und A Regular Guy. Letzteres kann als ein fiktionales Porträt über ihren Bruder Steve angesehen werden. Nach der Novelle Off Keck Road ist 2010 der Roman My Hollywood erschienen.
2020 wurde sie in die American Academy of Arts and Letters gewählt.

## Werke
- Anywhere But Here. Knopf, New York 1986
  - deutsche Ausgaben: Bel Air. Hoffmann und Campe, Hamburg 1989; Überall, nur nicht hier. Goldmann, München 2000, ISBN 3-442-44433-0
- The Lost Father. Knopf, New York 1991
  - deutsche Ausgabe: Der ferne Vater. Krüger, Frankfurt am Main 1992, ISBN 3-8105-1854-9
- A Regular Guy. Knopf, New York 1996
  - deutsche Ausgaben: Ein gemachter Mann. Krüger, Frankfurt am Main 1998; Fischer, Frankfurt am Main 2000, ISBN 3-596-14785-9
- Off Keck Road. Knopf, New York 2000
- My Hollywood. Knopf, New York 2010, ISBN 978-0-307-27352-9